# Diplazium kodamai
Diplazium kodamai là một loài dương xỉ trong họ Athyriaceae. Loài này được Nakai mô tả khoa học đầu tiên năm 1914.
Danh pháp khoa học của loài này chưa được làm sáng tỏ. 